# 2017年7月第聶伯羅槍擊案
2017年7月24日晚上19點50分左右，一群不明人士在烏克蘭第聶伯羅加加林大道92號的Dom餐館持卡拉希尼柯夫自動步槍等自動武器朝頓巴斯戰爭的軍人射擊。事件造成2人死亡，5人受傷。

## 背景
此次槍擊案並不是第聶伯羅首次發生關於頓巴斯戰爭軍人的攻擊，同年5月，在第聶伯羅的永恆榮耀紀念碑（Монумент Вічної Слави）也發生了和頓巴斯戰爭軍人相關的打鬥事件，造成14人受傷。
事件中的一名受害者埃德蒙德·薩阿基揚（Едмонд Саакян）表示，攻擊者在一個月前向他同夥的家人索要金錢，然後安排餐館的見面，最終發生了槍擊案。

## 事件過程
2017年7月24日晚上19點50分左右，一群不明人士在加加林大道92號的Dom餐館持自動武器朝頓巴斯戰爭的軍人射擊，一人當場死亡，當時軍人們和另一群人在談判。腹部受傷的薩阿基揚和同夥開了幾槍反擊，打傷了四名攻擊者，至少一名襲擊者腹部受傷。
事後，攻擊者開走了薩阿基揚的黑色速霸陸Tribeca逃逸，隨後警方在佩雷莫哈住宅區發現此輛Tribeca，車上佈滿彈孔。

### 傷亡統計
兩名死者分別是曾在烏克蘭第11獨立摩托化步兵營服役的馬克西姆·伊瓦什丘克（Максим Іващук）和曾在烏克蘭第20獨立摩托化步兵營服役的阿列克謝·瓦赫納（Олексій Вагнер）。伊瓦什丘克在餐館因槍傷當場死亡，瓦赫納則在醫院因失血過多而死亡。
其他四名傷者被送到梅奇尼科夫醫院。其中一名傷者是2017年第聶伯羅打鬥事件中頓巴斯戰爭軍人的辯護律師埃德蒙德·薩阿基揚，槍擊案死者奧萊克西·瓦格納是他的委託人；另外兩名是薩阿基揚的同夥，一名是事件中的攻擊者。

### 原因
槍擊案剛發生時，有媒體稱這是黑幫之間的槍戰，但隨即被第聶伯羅警方駁斥。
另一個說法則稱由於薩阿基揚在第聶伯羅打鬥事件也遭到蒂圖什基毆打，因此打鬥事件的組織者反對派試圖殺死薩阿基揚。

## 調查
第聶伯羅警方在槍擊案發生後開始了警報計畫（план "Сирена"）追捕攻擊者。
兩名攻擊者因為安全考量安置在醫院，而後被第聶伯羅警方拘留60天，禁止保釋。
第聶伯羅彼得羅夫斯克地區刑事警察局局長奧列赫·赫羅茲（Олег Грозь）表示這場槍擊案由經濟糾紛導致，薩阿基揚一方和另外一群人在餐館裡談判，而另一方在談判破局決定以武力攻擊薩阿基揚一方。
根據censor.net的報導，四名襲擊者全部受傷：兩人輕傷，兩人重傷，但傷勢穩定。

### 武器
警方繳獲了一把卡拉希尼柯夫自動步槍、兩把手槍和其它武器。

## 訴訟
第聶伯羅彼得羅夫斯克州國家安全局調查部門依《烏克蘭刑法》第115條第1款及第2款對攻擊者提起刑事訴訟。